# NGC 3968
NGC 3968 ist eine Balken-Spiralgalaxie vom Hubble-Typ SBbc im Sternbild Löwe auf der Ekliptik. Sie ist schätzungsweise 282 Millionen Lichtjahre von der Milchstraße entfernt.
Das Objekt wurde am 17. April 1784 von Wilhelm Herschel entdeckt.